# Circuito internazionale di Okayama
Il circuito internazionale di Okayama (Okayama International Circuit, precedentemente noto come TI Circuit Aida), è un tracciato automobilistico situato nelle vicinanze di Mimasaka, nella Prefettura di Okayama, in Giappone.

## Storia
Fortemente voluto dall'imprenditore giapponese e grande appassionato di corse automobilistiche Hajime Tanaka, il circuito venne inaugurato nel 1990 con una gara di auto storiche. Nei primi anni vennero disputate corse della Formula Nippon, ma Tanaka aveva l'ambizione di portare sul circuito un Gran Premio di Formula 1 e riuscì infine a concludere, dopo il fallimento della società che gestiva il tracciato dell'Autopolis, un accordo con Bernie Ecclestone che garantiva la presenza per 5 anni nel calendario ufficiale della competizione.
Ospitò quindi le edizioni 1994 al 1995 del Gran Premio del Pacifico in cui si evidenziarono però diverse problematiche che risultarono penalizzanti. Il tracciato, lungo poco più di 3700 metri, si trovava in una regione molto remota del Giappone, lontano dai grandi centri e con pochi servizi a disposizione sia per i piloti e le squadre sia per i tifosi. Scontava quindi difficoltà logistiche notevoli data anche l'assenza di collegamenti via treno e via aereo; inoltre non incontrò il gradimento dei piloti che ritenevano il tracciato non in grado di esaltare le loro abilità di guida. In particolare l'edizione 1995 si rivelò estremamente problematica: inizialmente previsto ad aprile, fu rinviato ad ottobre in seguito al terremoto di Kobe, venendo collocato una settimana prima del Gran Premio del Giappone. La vicinanza tra i due impegni probabilmente disincentivò l'interesse del pubblico, quantificabile in appena 15.000 spettatori il giorno della gara, e la stessa Fuji TV, che deteneva i diritti sulle gare di Formula 1 optò per una trasmissione dell'evento in differita.
Anche in considerazione della sua posizione remota nel Giappone rurale e dello scarso interesse del pubblico, il tracciato uscì dal calendario del mondiale di Formula 1. Ciò nonostante il Giappone rimane uno dei sette paesi al mondo che hanno ospitato più di una gara della massima serie nello stesso anno insieme a Spagna, Stati Uniti, Italia, Germania, Gran Bretagna e Francia. 
Dal marzo 2003, la Tanaka International Company ha ceduto la proprietà del circuito, che è stato riaperto il 1º maggio 2004 con il nome di Okayama International Circuit. Dal 2008 al 2010 il circuito è stato sede della tappa nipponica del WTCC.

## Albo d'oro della Formula 1
| Anno | Pilota             | Scuderia |
| ---- | ------------------ | -------- |
| 1994 | Michael Schumacher | Benetton |
| 1995 | Michael Schumacher | Benetton |

### Vittorie per pilota
| Vittorie | Pilota             | Anno(i)/Vettura               |
| -------- | ------------------ | ----------------------------- |
| 2        | Michael Schumacher | 1994/Benetton - 1995/Benetton |

### Vittorie per scuderia
| Vittorie | Scuderia | Anno(i)/Pilota                                    |
| -------- | -------- | ------------------------------------------------- |
| 2        | Benetton | 1994/Michael Schumacher - 1995/Michael Schumacher |